# Der unheimliche Mr. Sardonicus
Der unheimliche Mr. Sardonicus ist ein US-amerikanischer Gruselfilm von William Castle mit Guy Rolfe in der Titelrolle und Oskar Homolka als sein finsterer Hausdiener.

## Handlung
Marek Toleslawski alias Baron Sardonicus ist ein armes Schwein. Einst hatte er im Grab seines Vaters nach einem Lotterielos gesucht, das einen hohen Gewinn versprach, da wurde sein Gesicht aus unerfindlichen Gründen zu einer furchterregenden Fratze verstümmelt, die einem unendlich breiten Grinsen ähnelt. Jahre später – man schreibt das Jahr 1880 – will Sardonicus den renommierten Londoner Arzt und Chirurgen Sir Robert Cargrave dazu überreden, ihm zu helfen und sein entstelltes Gesicht wieder zu richten. Als Cargrave einen Brief seiner ehemaligen Freundin, Baroness Maude Sardonicus, erhält, glaubt der Brite zunächst, es handele sich lediglich um eine gesellschaftliche Einladung auf das Herrenhaus des Barons im fernen Gorslava. Schon bald nach seiner Ankunft muss Sir Robert erkennen, dass sich die hässliche Fratze des Barons auch auf dessen Charakter niedergeschlagen hat. Er terrorisiert seine Mitmenschen und erschreckt die Bürger von Gorslava. Krull, der Diener des Despoten, wirkt mit seinem einst von Sardonicus verstümmelten und mittlerweile zugewachsenen linken Auge selbst wie eine Gruselgestalt, und er verhält sich auch so: Schon bei der Ankunft muss der Engländer mit ansehen, wie Krull eine Dienstmagd mit Blutegeln in einem inhumanen Experiment foltert.
Cargrave findet seine alte Freundin Maude verändert vor, ihr Gatte Baron Sardonicus zeigt sich ihm nur hinter einer Maske. Im Gespräch mit dem Adeligen erfährt Sir Robert von den Hintergründen, die zu seiner Entstellung führten. Sardonicus war einst der einfache Bauer Marek Toleslawski, der mit seiner Frau Elenka und seinem Vater Henryk Toleslawski unter einem Dach lebte. Als der Alte starb, hinterließ dieser Elenka ein Lotterielos. Wenig später erfuhren Marek und Elenka, dass sie mit diesem Los in der Lotterie gewonnen hätten, doch das Los befand sich beim toten Vater im Grab. Elenka forderte von Marek als Liebesbeweis, zum toten Vater in das Grab hinunter zu steigen und das Lotterielos zu herausholen. Als Marek nun das Grab öffnete und dort hineinkletterte, sah er das durch den Verfallsprozess entstellte Gesicht seines Vaters. Da fror auch sein Gesicht zu einer hässlichen Fratze ein, und er konnte fortan kaum mehr verständlich reden. Elenka war derart entsetzt von dem neuen Aussehen des Gatten, dass sie sogleich Selbstmord verübte. Aus Henryk wurde dank des Lotteriegewinns der mysteriöse Baron Sardonicus, der nun Robert auffordert, sein altes Gesicht wiederherzustellen.
Bald stellen sich die fürchterlichen Verbrechen heraus, die der Baron verübte, um wieder sein altes Gesicht zu erlangen. So experimentierte er, ähnlich wie jetzt Kammerdiener Krull, an jungen Frauen, um nach einer Lösung für seine Entstellung zu erforschen. Schließlich berichtete ihm die neue Gattin Maude von dem Können Sir Roberts. Cargrave unternimmt einen ersten Eingriff, bleibt aber damit erfolglos. Sardonicus verlangt von ihm, selbst Experimente an menschlichen Probanden vorzunehmen, was wiederum der Ethik des britischen Gesellschaftsarztes widerspricht. Der Chirurg lehnt ab. Düster droht Sardonicus nunmehr damit, auch Maudes Gesicht fürchterlich zu entstellen, sollte ihm Sir Robert nicht helfen wollen. Cargrave organisiert daraufhin eine gefährliche südamerikanische Pflanze und beginnt, an Hunden zu experimentieren. Als Baron Sardonicus Cargrave den offenen Sarg des verwesten Vaters zeigt, kommt dem Briten eine Idee. Er injiziert Sardonicus das Pflanzenextrakt und will anschließend die traumatische Erfahrung Mareks bei der Graböffnung erneut hervorrufen, in der Hoffnung, dadurch den Fratzenprozess wieder rückgängig machen zu können. Tatsächlich gelingt dieses absurde Experiment, und auch das Sprachzentrum ist nicht mehr länger gestört. Allmählich entspannen sich die Gesichtszüge des Mr. Sardonicus, doch rät ihm Sir Robert, vorerst nicht zu sprechen, damit sich seine Gesichtsmuskeln der neuen Situation anpassen können.
Der Aufenthalt ist zu Ende, und Mr. Sardonicus lässt seine Ehefrau mit Sir Robert, der auf jede Bezahlung generös verzichtet, ziehen. Am Bahnhof werden die beide von Krull eingeholt, der den Briten bittet, unbedingt zurückzukommen. Der Baron habe sein Sprachvermögen erneut verloren und könne weder seine Lippen öffnen noch seinen Kiefer bewegen. Der Brite gesteht, dass er lediglich Wasser injiziert habe, da das Pflanzenextrakt selbst in kleinster Dosis tödlich gewesen wäre. Sardonicus’ Entstellung habe stets nur auf dem erlittenen Schock beim Anblick des zerfallenden Vaters beruht und sei somit rein psychosomatischer Natur. An dem Tag, an dem Baron Sardonicus dies selbst erkenne, würde er auch wieder geheilt werden. Krull eilt zurück in das Herrenhaus seines Meisters und erzählt diesem genüsslich, dass er den Briten nicht mehr erreicht habe. Da dem Despoten aber diese Erkenntnis fehlt, ist Baron Sardonicus nunmehr dazu verdammt, den Mund nie mehr wieder öffnen zu können und zu verhungern. Jetzt ist für Krull der Moment der Rache für die erlittenen Qualen unter Mr. Sardoncius gekommen: Er setzt sich vor seinem Herrn und Meister hin und verspeist mit größtem Vergnügen dessen köstliche Speisen.

## Produktionsnotizen
Der unheimliche Mr. Sardonicus wurde am 8. Oktober 1961 uraufgeführt. Die deutsche Erstaufführung war am 29. Juni 1962.
Die Filmbauten entwarf Cary Odell. Ronald Lewis, der Darsteller des Arztes Sir Robert Cargrave, singt das englische Volkslied Foggy, Foggy Dew.

## Wissenswertes
Wie bei William Castles Gruselfilmproduktionen der ausgehenden 1950er und frühen 1960er Jahre üblich, arbeitete der Produzent und Regisseur auch hier mit einigen Gimmicks, um die Spannung hochzuhalten und die Zuschauer zur „Mitarbeit“ zu bewegen. Kurz vor dem Ende dieses Films sprach Castle diesmal die Kinobesucher direkt von der Leinwand an und forderte sie auf, an einer Bestrafungsabstimmung, der sog. „Punishment Poll“, teilzunehmen. Mit einer Karte, die, je nachdem wie man sie hält, einen Daumen nach unten oder nach oben zeigte, sollte der Zuschauer das Ende des Films mitbestimmen können. De facto wurde jedoch nur das tödliche Ende des Mr. Sardonicus gefilmt, ein gnadenvoll-versöhnlicher Abschluss, in dem er geheilt worden wäre, war nie vorgesehen und wurde auch nie gedreht.
Der Name Mr. Sardonicus leitet sich vom Begriff Sardonismus ab, dem grimmig-breiten, bösartig-schmerzvollen Lachen wie etwa das Richard Widmarks in der Rolle des Killers Tommy Udo 1947 in Der Todeskuß.
Gesichter, die zu absurd lachenden Fratzen entstellt wurden, gab es als wirkungsvolles Gruselelement mehrfach in amerikanischen Film- und Fernsehproduktionen:
- Conrad Veidt als Der Mann, der lacht
- Jack Nicholson als Joker in Batman
- die “Gentlemen” in der Buffy-Folge Buffy – Im Bann der Dämonen: Das große Schweigen
- Lon Chaney senior in einer Maskierung in Um Mitternacht

## Kritiken
Der Movie & Video Guide meinte „Unbedeutende Kost trotz guten Endes“.
Halliwell’s Film Guide fand: „Ausdruckslos abgehandelt, langweiliger Semi-Horror“.

„Atmosphärisch dichter B-Horrorfilm, der effektvoll filmische Tricks – und auch manche Häßlichkeit – zu bedienen versteht und handfesten Gruselkintopp mit einigen suggestiven Andeutungen verbindet. Eindrucksvoll: Oscar Homolka, der eine intensive Studie als einäugiger Kammerdiener bietet.“

Paimann’s Filmlisten resümierte: „Durch Fratzen und Folterungen gegebene Scheusslichkeiten, adrett verpackt in regielicher Glätte mit seriöser Darstellung.“